# Joaquim Pernambuco
José Joaquim de Almeida Pernambuco, mais conhecido como Joaquim Pernambuco, foi um engenheiro e político brasileiro.
Foi senador pelo Estado de Pernambuco de 1893 a 1900, além de deputado federal, de 1891 a 1893.